# 219 Thusnelda
A 219 Thusnelda a Naprendszer kisbolygóövében található aszteroida. Johann Palisa fedezte fel 1880. szeptember 30-án.